# Maria Feijó
Maria Feijó de Souza Neves, também conhecida como Marijó, (Alagoinhas, Bahia, 27 de novembro de 1918 – Rio de Janeiro, 4 de junho de 2001) foi uma professora, bibliotecária e escritora brasileira.

## Biografia
Em 1953, conclui o curso superior de Biblioteconomia no Rio de Janeiro, vindo a atuar na profissão de bibliotecária na Biblioteca Regional de Copacabana, chegando a ser chefe na Biblioteca da Gávea.
No dia 13 de setembro de 1969, proferiu discurso no Cenáculo Brasileiro de Letras e Artes, por ocasião de sua posse na cadeira nº 54, de Raul de Leoni.
No dia 29 de maio de 1972, proferiu discurso na Academia de Trova, no Rio de Janeiro, por ocasião de sua posse na cadeira nº 14, de Castro Alves.
No dia 25 de novembro de 1993, proferiu discurso de posse na Academia de Letras do Rio de Janeiro (ABI), por ocasião de sua posse na Cadeira nº 12 – Vinícius de Morais.

## Obras
- Bahia de Todos os Meus Sonhos, 1965
- Ramalhete e Trovas, 1958
- Perfil da Bahia, 1970
- Duas Lendas, 1971
- Alecrim do Tabuleiro, 1972 - crônicas
- Canto Que Veio, 1974
- Quando um Lírio Desabrochava, 1977, crônicas
- Pelos Caminhos da Vida
- Meu Chão Azul – 1980
- Vitrais de Sonhos – 1985
- O Pensionato Paraíso das Moças, 1988 – Crônicas
- Sinfonia de um Novo Amanhecer, 1990
- De Mãos Dadas (Maria Feijó e Marcos C. Loures), 1990
- Beduíno dos Sonhos, 1992
- A Canção Azul do Tempo, 1998

## Comentários sobre as obras
- Bahia de Todos os Meus Sonhos, foi apresentado e lançado por João Justiniano da Fonseca, a quem ela chamava carinhosamente de "meu querido padrinho".
- Pelos Caminhos da Vida,  João Justiniano da Fonseca pronunciou-se da seguinte maneira sobre esta obra: "Romance ou memórias romanceadas? Um livro de memórias no qual algumas pessoas, inclusive a autora, se escondem em nomes diferentes. Maria Feijó foi, além de grande poeta, grande cronista, com muito jeito e fertilidade para a arte da prosa. São 800 páginas de memórias, muitas lembranças bonitas e fantasia. Uma fortuna que deixa aos pesquisadores desses tempos em que se vivia sonho e felicidades como se fossem coisas iguais. Li o original, li o texto impresso com algumas anotações."